# Guillermo Velázquez Gutiérrez

José Guillermo Velázquez Gutiérrez (Atlixco, Puebla; 26 de noviembre de 1969) es un político mexicano miembro del Partido Acción Nacional. Ha desempeñado los cargos de Diputado Federal y Presidente municipal de Atlixco.